# Grand Prix Formule 1 van Frankrijk 2000
De Grand Prix Formule 1 van Frankrijk 2000 werd gehouden op 2 juli 2000 op het Circuit Magny-Cours in Magny-Cours.

## Verslag
Vanaf pole-position had Michael Schumacher een mindere start dan David Coulthard, maar de Duitser sneed Coulthard af.
Dankzij deze actie kon Rubens Barrichello opschuiven naar de tweede plaats.
In de beginfase kon Schumacher uitlopen,  met Barrichello als buffer tegen de McLarens.
David Coulthard was echter niet van plan achter Barrichello te blijven steken en probeerde een eerste inhaalpoging die Barrichello succesvol wist af te staan.  In de volgende ronde slaagde Coulthard er echter wel in door de Ferrari binnendoor te passeren in de Adelaide-hairpin.
Rubens Barrichello verloor ook een plaats aan Häkkinen omdat zijn pitstop net te lang duurde.
De tweede set banden van Schumacher was niet zo goed, waardoor Coulthard naar hem toe reed. 
Opnieuw probeerde de Schot het in de hairpin, maar Schumacher gooide de deur dicht waarbij Coulthard boze handgebaren maakte.  Häkkinen kon hierdoor ook dichtbij komen,  met in zijn kielzog Barrichello.
Een aantal ronden later lukte het Coulthard wel om Schumacher te passeren in de hairpin,  even toucheerden de twee elkaar  en op het rechte stuk na de bocht probeerde ook Häkkinen voorbij te gaan aan de Duitser, maar deze aanval kon hij afslaan.
Een aantal ronden bleef Häkkinen de druk zetten op Schumacher, terwijl Barrichello op zijn beurt aandrong bij Häkkinen.
Tijdens de tweede serie pitstops verloor de Braziliaan echter tijd door een probleem met een wielmoer.
Uiteindelijk passeerde Häkkinen Michael Schumacher op het moment dat de motor van de Ferrari begon te sputteren en even daarna de geest gaf.

## Uitslag
| Positie | Nummer | Rijder                | Team               | Ronden | Tijd/Opgave     | Startplaats | Punten |
| ------- | ------ | --------------------- | ------------------ | ------ | --------------- | ----------- | ------ |
| 1       | 2      | David Coulthard       | McLaren - Mercedes | 72     | 1:38:05.538     | 2           | 10     |
| 2       | 1      | Mika Häkkinen         | McLaren - Mercedes | 72     | +14.748         | 4           | 6      |
| 3       | 4      | Rubens Barrichello    | Scuderia Ferrari   | 72     | +32.409         | 3           | 4      |
| 4       | 22     | Jacques Villeneuve    | BAR-Honda          | 72     | +1:01.322       | 7           | 3      |
| 5       | 9      | Ralf Schumacher       | Williams-BMW       | 72     | +1:03.981       | 5           | 2      |
| 6       | 6      | Jarno Trulli          | Jordan-Mugen-Honda | 72     | +1:15.605       | 9           | 1      |
| 7       | 5      | Heinz-Harald Frentzen | Jordan-Mugen-Honda | 71     | +1 Ronde        | 8           |        |
| 8       | 10     | Jenson Button         | Williams-BMW       | 71     | +1 Ronde        | 10          |        |
| 9       | 11     | Giancarlo Fisichella  | Benetton Formula   | 71     | +1 Ronde        | 14          |        |
| 10      | 17     | Mika Salo             | Sauber - Petronas  | 71     | +1 Ronde        | 12          |        |
| 11      | 16     | Pedro Diniz           | Sauber - Petronas  | 71     | +1 Ronde        | 15          |        |
| 12      | 15     | Nick Heidfeld         | Prost Grand Prix   | 71     | +1 Ronde        | 16          |        |
| 13      | 7      | Eddie Irvine          | Jaguar Racing      | 70     | +2 Rondes       | 6           |        |
| 14      | 14     | Jean Alesi            | Prost Grand Prix   | 70     | +2 Rondes       | 18          |        |
| 15      | 20     | Marc Gené             | Minardi            | 70     | +2 Rondes       | 21          |        |
| Ret     | 3      | Michael Schumacher    | Scuderia Ferrari   | 58     | Motor           | 1           |        |
| Ret     | 18     | Pedro de la Rosa      | Arrows - Supertec  | 45     | Transmissie     | 13          |        |
| Ret     | 12     | Alexander Wurz        | Benetton Formula   | 34     | Gespind         | 17          |        |
| Ret     | 21     | Gaston Mazzacane      | Minardi            | 31     | Gespind         | 22          |        |
| Ret     | 19     | Jos Verstappen        | Arrows - Supertec  | 25     | Transmissie     | 20          |        |
| Ret     | 8      | Johnny Herbert        | Jaguar Racing      | 20     | Versnellingsbak | 11          |        |
| Ret     | 23     | Ricardo Zonta         | BAR-Honda          | 16     | Gespind         | 19          |        |

## Wetenswaardigheden
- Na wheelbanging tussen Michael Schumacher en David Coulthard, maakte Coulthard handbewegingen uit zijn cockpit. In de persconferentie verontschuldigde hij zich hiervoor.
- James Allen maakte zijn debuut als commentator voor de Britse zender ITV. Hij viel in voor Murray Walker, die ziek was. Allen nam de rol van vaste commentator over totdat de BBC in 2009 de Formule 1 uit ging zenden.
- Dit was de laatste uitvalbeurt van Michael Schumacher door motorpech tot de Grand Prix van Japan in 2006.

## Statistieken
| Snelste ronde | David Coulthard | McLaren - Mercedes | 1:19.479 |

1906 · 1907 · 1908 · 1912 · 1913 · 1914 · 1921 · 1922 · 1923 · 1924 · 1925 · 1926 · 1927 · 1928 · 1929 · 1930 · 1931 · 1932 · 1933 · 1934 · 1935 · 1936 · 1937 · 1938 · 1939 · 1947 · 1948 · 1949 · 1950 · 1951 · 1952 · 1953 · 1954 · 1956 · 1957 · 1958 · 1959 · 1960 · 1961 · 1962 · 1963 · 1964 · 1965 · 1966 · 1967 · 1968 · 1969 · 1970 · 1971 · 1972 · 1973 · 1974 · 1975 · 1976 · 1977 · 1978 · 1979 · 1980 · 1981 · 1982 · 1983 · 1984 · 1985 · 1986 · 1987 · 1988 · 1989 · 1990 · 1991 · 1992 · 1993 · 1994 · 1995 · 1996 · 1997 · 1998 · 1999 · 2000 · 2001 · 2002 · 2003 · 2004 · 2005 · 2006 · 2007 · 2008 · 2018 · 2019 · 2021 · 2022